# 아지제
《아지제》(튀르키예어: Azize)는 2019년 방영된 터키의 텔레비전 드라마이다.